# 佐世保市議会
佐世保市議会（させぼしぎかい）は、長崎県第2位の人口を誇り中核市及び中枢中核都市の佐世保市に設置されている地方議会である。

## 概要
2021年11月23日時点の議会構成は自民党市民会議17名、市民クラブ7名、公明党4名、日本共産党1名、歩みの会1名、市政の会1名。

## 議員報酬
| 役職     | 月額報酬   | 期末手当    | 年収         |
| -------- | ---------- | ----------- | ------------ |
| 議長     | 66万2000円 | 270万960円  | 1064万4960円 |
| 副議長   | 60万2000円 | 245万6160円 | 968万160円   |
| 一般議員 | 56万3000円 | 229万7040円 | 905万3040円  |

### 政務活動費
議員一人あたり月額5万円が会派に交付される。